# Луций Фулциний Трион
Луций Фулциний Трион (на латински: Lucius Fulcinius Trio; † 35 г.) e политик и сенатор на ранната Римска империя.

## Биография
През 16 г. е претор, а през 31 г. е легат Augusti pro praetore в Лузитания. На 1 октомври 31 г. става суфектконсул заедно с Публий Мемий Регул. Колегата му Регул председателства заседанието на сената, на което е произнесена смъртната присъда на Луций Елий Сеян и завежда лично Сеян в затвора, където е убит. Трион е привърженик на Сеян и двамата с колегата му Регул се карали непрекъснато по време на консулата си. Квинт Санквиний Максим (консул 32 г.) защитава двамата от нападките на Децим Хатерий Агрипа. Регул е обявен за невинен, а присъдата и смъкването на Фулциний Трион са отложени за по-късно.
През 35 г. Фулциний е убит от привърженици на Сеян.
Неговият брат Гай Фулцинй Трион е през 24 г. e consul peregrinus.